# Бурковщицький дуб
Бурковщицький дуб — ботанічна пам'ятка природи місцевого значення. Об'єкт розташований на території Прилуцького району Чернігівської області, по вул. Лугова, 24, хутір Бурковщина, с. Коробки Любецької ОТГ.
Площа — 0,03 га, статус отриманий у 2020 році.
Вікове дерево віком понад біля 300 років, 16 м висотою, має естетичну, дендрологічну та природоохоронну цінність.